# فليتون (بيدفوردشير)
فليتون (بالإنجليزية: Flitton)‏ هي قرية تقع في المملكة المتحدة في Central Bedfordshire.